# Królestwo Burundi
Królestwo Burundi – historyczne królestwo afrykańskie, powstałe w ok. 1650 r. jako państwo Urundi, od 1884 r. terytorium zależne Niemiec, po 1916 r. – Belgii. Niepodległość odzyskało w 1962 r., upadło w 1966 r. w wyniku obalenia monarchii i proklamacji Republiki Burundi.

## Historia
Założycielem królestwa był Ntare III Rushatsi, który ok. 1650 r. przyjął tytuł mwami. W połowie XVIII wieku władze królewskie skonsolidowały władzę nad ziemią, produkcją i dystrybucją wraz z rozwojem ubugabire – systemu, w którym ludność otrzymywała królewską ochronę w zamian za daninę i tytuł własności do ziemi. W XIX w. kraj zmagał się z zagrożeniami zewnętrznymi w postaci ekspedycji arabskich łowców niewolników z Zanzibaru oraz penetracji przez europejskie mocarstwa. Pierwszymi Europejczykami, którzy dotarli do Burundi w latach 1857–1859, byli Richard Francis Burton oraz John Hanning Speke, którzy badali jezioro Tanganika, w celu znalezienia źródła Nilu. To samo jezioro badali również Henry Morton Stanley oraz David Livingstone, podczas swojej ekspedycji w 1871 r.
W 1884 r. państwo stało się niemieckim protektoratem, a w 1890 r. weszło w skład Niemieckiej Afryki Wschodniej. W 1916 r. Burundi i Rwanda zostały włączone do Konga Belgijskiego. W 1923 r. Belgia otrzymała od Ligi Narodów mandat nad Ruandą-Urundi. W 1960 r. państwo otrzymało autonomię, której skutkiem była niepodległość kraju jako monarchia konstytucyjna ustanowiona przez króla Mwambutsę IV, ogłoszona 1 lipca 1962 r. Królestwo Burundi charakteryzowało się hierarchiczną władzą polityczną oraz dopływową wymianą gospodarczą. Na czele arystokracji zwanej ganwa znajdował się król o tytule mwami, który posiadał większość ziemi. Od lokalnych rolników i pasterzy wymagał daniny lub płacenia podatków. W lipcu 1966 r. mwami Mwambutsa IV został zdetronizowany przez swego syna, Ntare V. Monarchia została obalona w 1966 r. przez Michela Micombero.
Od pierwszej połowy XIX wieku rolę stolicy pełniła Gitega, gdzie znajdowała się rezydencja królewska. Ośrodkiem administracyjnym w okresie kolonialnym została Bużumbura (ówcześnie Usumbura), którą ustanowiono też stolicą kraju po uzyskaniu niepodległości w 1962 r.